# Municipio de Milo (Iowa)
Milo Township es una subdivisión territorial del condado de Delaware, Iowa, Estados Unidos. Según el censo de 2020, tiene una población de 1310 habitantes.
En el estado de Iowa los townships no son gobiernos municipales, sino que son agencias subordinadas al gobierno del condado. 

## Geografía
Está ubicado en las coordenadas 42°25′33″N 91°25′4″O / 42.42583, -91.41778 (42.42575, -91.417863). Según la Oficina del Censo de los Estados Unidos, tiene una superficie total de 92.15 km², de la cual 90.98 km² corresponden a tierra firme y (1.26 %) 1.17 km² es agua.

## Demografía
Según el censo de 2020, hay 1310 personas residiendo en la zona. La densidad de población es de 14.4 hab./km². El 98.2 % de los habitantes son blancos, el 0.2 % son afroamericanos, el 0.1 % es asiático, el 0.2 % son de otras razas y el 1.3 % son de una mezcla de razas. Del total de la población, el 0.3 % son hispanos o latinos de cualquier raza.